# Ctenosciaena peruviana
Ctenosciaena peruviana és una espècie de peix de la família dels esciènids i de l'ordre dels perciformes.

## Morfologia
- Els mascles poden assolir 21 cm de longitud total.[3][4]

## Alimentació
Menja zooplàncton, eufausiacis i d'altres crustacis petits.

## Depredadors
És depredat per Trachurus symmetricus, Merluccius gayi gayi i Merluccius gayi peruanus.

## Hàbitat
És un peix marí, de clima tropical i bentopelàgic que viu entre 20-324 m de fondària.

## Distribució geogràfica
Es troba a l'oceà Pacífic sud-oriental: el Perú.

## Observacions
És inofensiu per als humans.